# Советы шуры моджахедов Дерны
Советы шуры моджахедов Дерны — коалиция исламистских группировок, выступавших за осуществление законов шариата в ливийском городе Дерна. Помимо попыток ввести строгие социальные нормы, альянс был известен своей конфронтацией с фельдмаршалом Халифой Хафтаром и ливийским филиалом Исламского государства (ИГ).
11 мая 2018 года Советы Шуры были распущены под давлением наступающих сил ЛНА и заменены Силами обороны Дерны.
Советы шуры моджахедов Дерны были созданы бывшим членом Ливийской исламской боевой группы Салимом Дерби 12 декабря 2014 года. Группировка воевала с ИГ за власть в городе. В июне 2015 года боевики ИГ убили старшего лидера Советов Шуры Насера Акра. В ответ группировка объявила джихад против ИГ. Война шла с переменным успехом.